# Agilberto di Narbona
Agilberto di Narbona, Agilbert in catalano e spagnolo (seconda metà dell'VIII secolo – dopo l'832), è stato un nobile franco, visconte di Narbona dall'821 all'832.

## Origine
Agilberto era un nobile franco, di cui non si conoscono gli ascendenti.

## Biografia

La penisola iberica nell'814, con la marca di Spagna, da poco costituita

Di Agilberto si hanno pochissime notizie.
Agilberto viene citato come secondo visconte di Narbona nella Gran enciclopèdia catalana - vescomtat de Narbona.
Agilberto succedette a Quixilà, verso l'821, come viene confermato dal documento n° 57 della Histoire générale de Languedoc avec notes et pièces justificatives, Volume 2, che cita Agilberto visdomino (Algiberto vicedomino) in presenza anche di Quixilà (Cixsilane), in qualità di giudice, assieme ad altri (judicum), quando presiedette un giudizio riguardante l'abbazia di San Giovanni e San Lorenzo di Caunes, il cui abate rivendicava alcune terre nell'isola di Lec nel territorio di Narbona, tra il mare e i laghi, che gli erano contesi. Il visconte ammise le prove presentate dall'abate consistenti nel giuramento di testimoni nella chiesa di S. Giulio martire di Narbona, davanti alle reliquie del santo.

Anche Jacqueline Caille, nel suo Vicomtes et vicomté de Narbonne, Des origines au début du xiiie siècle, cita questo avvenimento datato 821 Jugement en faveur de l’abbaye de Caunes ex ordinatione Algiberto vicedomino.
Ad Agilberto, verso l'832, succedette Stefano, che nell'834, viene citato come visdomino (Stephano vicedomino) nel documento n° 85 della Histoire générale de Languedoc avec notes et pièces justificatives, Volume 2. 

Anche Jacqueline Caille, nel suo Vicomtes et vicomté de Narbonne, Des origines au début du xiiie siècle, cita questo avvenimento datato 833 Dépositions sous serment ex ordinatione Stephano vicedomino.
Non si conosce l'anno esatto della morte di Agilberto.

## Discendenza
Di Agilberto non si conoscono né il nome della moglie né alcuna discendenza.

### Fonti primarie
- (LA)  #ES Histoire générale de Languedoc avec notes et pièces justificatives, Volume 2.

### Letteratura storiografica
- (LA)  (FR)  Jacqueline Caille. Vicomtes et vicomté de Narbonne, Des origines au début du xiiie siècle.